# Copanarta aurea
Copanarta aurea är en fjärilsart som beskrevs av Augustus Radcliffe Grote 1879. Copanarta aurea ingår i släktet Copanarta och familjen nattflyn. Inga underarter finns listade i Catalogue of Life.